# Jozi Araújo
Joziane Araújo Nascimento, ou simplesmente Jozi Araújo (Itaituba, Pará, 26 de Março de 1979), é uma empresária e política brasileira. Foi presidente da Federação das Indústrias do Estado do Amapá (Fieap) e foi Deputada Federal por este estado, entre 2015 a 2019, eleita pelo PTB, posteriormente se filiou ao Podemos. Durante seu mandato como Deputada Federal foi a Primeira mulher no Brasil  a ser  tornar Procuradora da Câmara Federal. Foi condecorada  no grau Gran Oficial com a Ordem do Mérito Jus et Labor pela Justiça do Trabalho da 8ª Região, também  teve sua biografia política reconhecida por meio da mais alta condecoração concedida pelo Governo do Estado de Goiás, a Comenda da Ordem do Mérito Anhanguera. Durante o movimento sindical também foi Presidente do Sindicato das Indústrias de Joalheria, Ourivesaria e Minerais Sólidos e Não Sólidos do Estado do Amapá (Sinjap) e Diretora Regional do Instituto Euvaldo Lodi (IEL) no Amapá. 
Atuou em várias frentes parlamentares de suma importância para o País, tais como , Frente Parlamentar de Proteção de Dados Pessoais
Frente Parlamentar Mista de Prevenção à Violência
Frente Parlamentar em Apoio à Superintendência de Desenvolvimento da Amazônia
Frente Parlamentar Mista em Defesa da Qualidade da Educação Brasileira
Frente Parlamentar Mista de Apoio aos Agentes Comunitários de Saúde e Agentes de Combate às Endemias
Frente Parlamentar em Defesa da Capoeira
Frente Parlamentar Mista em defesa da instalação dos Tribunais Regionais Federais da 6ª, 7ª, 8ª e 9ª região nos estados do Paraná, Minas Gerais, Bahia e Amazonas
Frente Parlamentar em Defesa dos Consumidores de Energia
Frente Parlamentar Mista em Defesa do Futsal
Frente Parlamentar Mista em Defesa do Serviço Público
Frente Parlamentar Mista em Defesa e Desenvolvimento da Profissão de Bombeiro Civil
Frente Parlamentar Mista em Defesa da Eletromobilidade Brasileira
Frente Parlamentar em Defesa das Apaes
Frente Parlamentar da Medicina
Frente Parlamentar em Defesa dos Agentes Penitenciários
Frente Parlamentar de Apoio à Família Militar
Frente Parlamentar Mista em Defesa da Bolsa de Estudo
Frente Parlamentar Mista de Manutenção das Unidades de Saúde
Frente Parlamentar em Defesa da Construção Naval
Frente Parlamentar Mista pela Causa do Diabetes
Frente Parlamentar Mista da Geografia Estatística e Meio Agroambiental - GEMA
Frente Parlamentar em Defesa da Empresa Brasileira de Infraestrutura Aeroportuária (Infraero) 100% Pública
Frente Parlamentar Mista em Defesa da Soberania Nacional
Frente Parlamentar Mista em Defesa de Furnas
Frente Parlamentar em Defesa da Vaquejada como evento desportivo e cultural
Frente Parlamentar Mista pelo Fortalecimento das Relações Comerciais Brasil-Texas
Frente Parlamentar Mista de Apoio aos Objetivos de Desenvolvimentos Sustentável da ONU - ODS
Frente Parlamentar da Engenharia, Infraestrutura e Desenvolvimento Nacional
Frente Parlamentar em Defesa dos Terceirizados da Câmara Federal
Frente Parlamentar Mista em Defesa da Previdência Social
Frente Parlamentar Mista em Defesa do SUS
Frente Parlamentar Mista em Defesa dos Despachantes e Documentalistas do Brasil
Frente Parlamentar Mista pelo Fortalecimento das Câmaras Municipais e Vereadores
Frente Parlamentar Mista para Investimentos Federais na Educação
Frente Parlamentar pela Liberdade de Expressão e o Direito a Comunicação com Participação Popular - FrenteCom
Ao longo de sua trajetória sempre atuou em projetos sociais voltado para jovens e lutou pela independência das mulheres através de capacitação profissional!

## Controvérsias

### Atuação SESI e SENAI
Durante à presidência a frente da Fieap, bem  como do conselho nacional do Sesi e Senai no ano de 2013, realizou um dos maiores  projetos sociais com apenas um ação global o qual atingiu o atendimento de mais de 60 mil pessoas em um único dia e  também 130 casamentos comunitários de pessoas que disseram SIM!
Dentre os atendimentos realizados nesta ação foi priorizado o atendimento às mulheres com atendimentos ginecológicos, as crianças com  atendimento pediátrico! 
Além desses atendimentos, também foram priorizados atendimentos aos idosos e emissão de carteira de identidade para jovens!
Um dos focos principais de  atendimento foi destinado ao atendimento das crianças que estão em estado de vulnerabilidade, foi necessário ampliar a quantidade de médicos necessários para suprir a demanda!
Durante a ação houve diversas atividades recreativas, show com banda local e cinema arte!

O tema da ação global foi voltado para a mulher, negra, vulnerável e de baixa renda!

A expectativa é que as próximas ações superem o atendimento desta última,
Durante a ação que foi realizada em  um
bairro de baixa renda , a expectativa é que a mesma ação também seja desenvolvida em outras regiões da capital, bem como também possa se estender para outros município do estado do Amapá!

### Atuações diversas
Foi questiona por algumas ações envolvendo a Coopereativa dos Prestadores de Serviços de Veículos Automotivos do Amapá (Coopserva) o qual controlava um contrato milionário, o
qual era presidido pelo senhor João Mariano do Nascimento, pai da deputada, e Josevaldo Araújo Nascimento, seu irmão, também foram condenados. Segundo o Ministério Público Estadual, que ingressou com a ação na justiça, a família se aproveitava do fato de compor a diretoria da entidade para desviar os recursos. A denúncia descreve que, em 2006, Josevaldo era presidente da cooperativa e teria transferido R$ 5,5 mil para a conta bancária dela e um valor semelhante para a do pai. Em seguida, teria feito mais dois depósitos de R$ 5 mil para as mesmas contas bancárias. Ainda em 2006, fez duas transferências, nos valores de de R$ 40 mil e R$ 18 mil, para um plano de previdência privada dele próprio. A defesa da deputada alega que o dinheiro recebido por Jozi era referente ao pagamento do aluguel de um carro que prestava serviços para a cooperativa, onde ela exercia a função de tesoureira. Já Josevaldo colocou no banco a culpa pelas transferências irregulares, mas sem apresentar provas. As investigações começaram em 2008, mas só em 2014, os acusados foram interrogados e denunciados por apropriação indébita. O MP diz que pai e filhos não conseguiram comprovar nada do que disseram durante suas defesas. Josevaldo E Jozi foram condenados a 2 anos e quatro meses de prisão, mas tiveram a pena substituída por 10 salários mínimos de multa.
Em novembro de 2015, a ministra Cármen Lúcia, do Supremo Tribunal Federal, atendendo a requerimento do Ministério Público Federal, reconheceu a prescrição da pretensão punitiva e declarou extinta a punibilidade de Jozi Araújo. Ocorreu que, entre a data de recebimento da denúncia e a publicação da sentença transcorreu prazo superior a quatro anos, impondo-se, como sustentou o MPF, o reconhecimento da prescrição da pena.

### Apoio a Eduardo Cunha
Em 12 de Setembro de 2016, Jozi Araújo foi a única dentre os 8 deputados federais do estado do Amapá a votar a favor de Eduardo Cunha no seu processo de Cassação, isto é, pela sua permanência como deputado federal.

### Atuação parlamentar
Em abril de 2017 votou a favor da Reforma Trabalhista. Em agosto de 2017 votou a favor do presidente Michel Temer, no processo em que se pedia abertura de investigação, e que poderia afastá-lo da presidência da república. O voto do deputado ajudou a arquivar a denúncia do Ministério Público Federal.